# Sant Pere de Bertí
Sant Pere de Bertí és una església romànica del municipi de Sant Quirze Safaja (Moianès). Està situada a l'antiga parròquia rural de Bertí, damunt i al nord dels Cingles de Bertí, a l'extrem sud-oriental del terme municipal, al límit amb els termes de Bigues i Riells i el Figueró. Forma part de l'Inventari del Patrimoni Arquitectònic de Catalunya.

## Descripció
L'església és d'una sola nau, pràcticament rectangular, amb volta apuntada feta de pedres de cantell i absis carrat. Amb posterioritat s'hi van afegir dues capelles laterals al costat sud i s'alçà un campanar de cadireta de dos ulls desiguals i d'accés exterior. La porta d'accés és adovellada i es troba a migjorn, així com el petit cementiri, i es troben després d'uns graons empedrats en forma de ferradura. A la banda de migdia hi ha el cementiri i adossada a l'església hi ha la sagristia i un comunidor de planta quadrada.
L'any 1659 va ser reconstruïda amb volta massissa. El campanar transformat tal com el veiem avui en dia, ampliant els dos arcs amb l'edificació, sobre la volta de l'església, de tres parets amb arcs, formant un nou i únic campanar comunidor on va haver-hi quatre campanes, destruïdes el 1936. L'accés al nou campanar és interior mitjançant una escala de cargol. La nova campana hi és des del juliol del 1998, de nom Clara. Completa el conjunt la rectoria, que actualment és una segona residència. La porta d'accés també és amb arcada adovellada. Recentment s'han afegit nous elements a la façana de la rectoria, com un rellotge de sol.

## Història
El lloc apareix documentat en les fronteres més antigues de la diòcesi de Vic, l'any 978, com a castrum Bertini o Bertlli. L'indret eclesiàstic apareix a la documentació de Sant Miquel del Fai de l'any 1031, que l'anomenen Bertino. El temple actual cal ubicar-ho al segle xiii, quan apareix esmentada entre les parròquies del bisbat de Vic i es diu que disposava de tres altars. Va refer-se de nou l'any 1437. És conegut que el 1325 hi havia tres advocacions en aquesta parròquia: a Sant Pere, a Sant Jaume i a Santa Maria. S'ha apuntat la idea que l'església podia tenir absidioles i aquestes es van enderrocar el segle xv o XVI, en fer-se la sagristia i la capella de la Verge del Roser. Va ser el centre d'una sèrie de masies força disperses que s'han anat abandonant. L'any 1718 només es comptabilitzaven 55 habitants. A les seves proximitats s'ubica la capçalera del torrent de Bertí, afluent per l'esquerra del riu Tenes. Durant la Guerra Civil del 1936 va ser espoliada, actualment només té culte dues vegades a l'any.